# Dyscritosia secreta
Dyscritosia secreta är en armfotingsart som beskrevs av Cooper 1982. Dyscritosia secreta ingår i släktet Dyscritosia och familjen Terebratellidae. Inga underarter finns listade i Catalogue of Life.